# Vladimir Dahl
Pour les articles homonymes, voir Dahl.
Vladimir Ivanovitch Dahl (en russe : Владимир Иванович Даль, souvent retranscrit Dal ou Dal’ ; ce nom de famille est d'origine danoise) est un lexicographe et écrivain russe né le 10 novembre 1801 à Louhansk, en Ukraine, et mort à Moscou le 22 septembre 1872.

## Biographie
Vladimir Dahl est le fils de Johan Christian von Dahl, un médecin danois (1764 - 21 octobre 1821) qui avait obtenu la citoyenneté russe en 1799 sous le nom d’Ivan Matveevitch Dal' (Иван Матвеевич Даль), et de Julia Adelaide Freytag, d'origine huguenote allemande et polyglotte. Il eut trois frères, Karl, Pavel et Lev, nés en 1802, 1805 et 1807. Alors que Vladimir n'avait que quatre ans, la famille s'installa à Nikolaïev.
Dahl entre en 1826 à la Faculté de médecine de l'université de Tartu (Dorpat) et devient médecin des armées en 1829. Très tôt attiré par les contes populaires, il se fait d'abord connaître en publiant des contes et récits réalistes dans le style de Gogol, publiés sous le pseudonyme du « Cosaque de Lougansk ».
En 1833, Dahl épouse Julia André (1816-1838), une connaissance de Pouchkine. Le couple s'installe à Orenbourg, où il donnera naissance à deux enfants, Julia et Leo.
En 1838, il est élu à l'Académie des sciences de Russie.
Dahl, médecin de formation, est aussi célèbre pour avoir accompagné Alexandre Pouchkine dans sa longue agonie, après son duel fatal en janvier 1837.
Devenu veuf, il se remarie en 1840 avec Ekaterina Lvovna Sokolova (1819-1872), fille d'un héros de la guerre de 1812, et qui lui donnera trois filles : Maria, Olga et Ekaterina.
Il a une première attaque à l'automne 1871 ; peu avant sa mort en septembre 1872, il se convertit du luthéranisme à l'orthodoxie.
Il est enterré au cimetière Vagankovo de Moscou.

### Lexicographe
C'est à son Dictionnaire raisonné du russe vivant, paru en quatre tomes entre 1863 et 1866, qu'il doit la notoriété. Cette œuvre recense notamment plus de trente mille proverbes et dictons russes. Dahl élabora cet énorme ouvrage en interrogeant des soldats des quatre coins de l'Empire russe, lors de diverses campagnes militaires auxquelles il participa, ainsi qu'à l'occasion de voyages à travers le pays. Le dictionnaire de Dahl est toujours considéré comme la référence en la matière, même si une grande partie des expressions recensées est désormais devenue désuète.
Alexandre Soljenitsyne (qui en a recopié des centaines de définitions sur de nombreux petits carnets alors qu'il était en relégation) et Vladimir Nabokov, notamment, en ont fait l'éloge.
Dahl avait également collecté un grand nombre de contes traditionnels russes. N'ayant pas le temps de les éditer, il les communiqua à Alexandre Afanassiev, qui les utilisa dans son célèbre recueil Contes populaires russes, publié à partir de 1855.

### Antisémitisme?
Vladimir Dahl a longtemps été considéré comme l'auteur d'un pamphlet intitulé Investigation sur le meurtre de bébés chrétiens, pour l'utilisation de leur sang, par les Juifs. Cette pseudo-enquête, présentée comme un rapport sur les sacrifices humains dont se rendraient coupables les Juifs, est un produit typique de l'administration russe pendant le règne répressif de l'empereur Nicolas Ier (des rapports de la même époque sur la secte des Skoptzy, qui croyaient à la purification par la castration, reprennent les mêmes accusations dénuées de fondement). On ne sait dans quelle mesure Dahl a participé à la rédaction de cet ouvrage, qui semble surtout l'œuvre d'un autre fonctionnaire du ministère de l'Intérieur, administration pour laquelle Dahl travaillait à l'époque, mais lorsque d'abord diffusé à dix exemplaires en 1844, puis republié vers 1880, le document est présenté comme l'œuvre de Dahl, entretemps décédé.
Quoi qu'il en soit, ce "rapport" antisémite fut décisif pour la propagation en Russie de la légende des crimes rituels. Il a été notamment invoqué lors de l'affaire Beilis.